# Astragalus litwinowianus
Astragalus litwinowianus är en ärtväxtart som beskrevs av Nikolai Fedorovich Gontscharow. Astragalus litwinowianus ingår i släktet vedlar, och familjen ärtväxter. Inga underarter finns listade i Catalogue of Life.